# دي كلارك
دي كلارك (بالإنجليزية: Dee Clark)‏ هو مغني أمريكي، ولد في 7 نوفمبر 1938 في بليثفيل في الولايات المتحدة، وتوفي في 7 ديسمبر 1990 في سميرنا في الولايات المتحدة بسبب نوبة قلبية.

## وصلات خارجية
- دي كلارك على موقع IMDb (الإنجليزية)
- دي كلارك على موقع ميوزك برينز (الإنجليزية)
- دي كلارك على موقع أول ميوزيك (الإنجليزية)
- دي كلارك على موقع ديسكوغز (الإنجليزية)